# A Onda (série de TV de 2018)
The Wave é um game show britânico que estreou em 15 de janeiro de 2018 até 19 de março de 2018, como uma série de dez partes no W. É apresentado por Rylan Clark-Neal, juntamente de Keri-anne Payne, supervisionando os competidores.  O conceito do show é que equipes compostas por dois integrantes entrem no show juntas. Um dos membros da equipe fica no mar enquanto o outro ficará em terra. O companheiro que está no mar nadará até alguns pontões para responder perguntas e ganhar um prêmio em dinheiro. Se errassem uma resposta, seriam atrapalhados por pedras.

## Transmissões
| Series | Data de início        | Data final          | Episódios |
| ------ | --------------------- | ------------------- | --------- |
| 1      | 15 de janeiro de 2018 | 19 de março de 2018 | 10        |